# Metopocetus
Metopocetus — вимерлий рід вусатих китів родини Cetotheriidae. Типовий вид — Metopocetus durinasus.

## Опис
Metopocetus можна діагностувати за латеральними потиличними гребенями, безперервними з скроневими гребенями, які розходяться вперед, а також за подовженими лобовими частинами та короткими носовими кістками, які виступають позаду лобових.

## Місцезнаходження
Metopocetus durinasus відомий лише з середнього міоцену (Лангхіан) Калверт-Біч, член формації Калверт округу Вестморленд, Вірджинія. Його типовий зразок USNM 8518. З іншого боку, Metopocetus hunteri базується на частковому черепі з формації Бреда в Нідерландах.